# 宇文靜禮
宇文靜禮（？—？），河南郡洛阳县人（今河南省洛阳市东）人，隋朝官员、驸马。

## 生平
宇文静礼开始担任太子千牛备身，后来娶隋文帝的女儿广平公主，获授仪同，封安德县公，食邑一千五百户，后来出任熊州刺史，在父亲宇文庆之前去世。

## 家庭

### 父亲
- 宇文庆，隋朝上柱国、汝南刚公

### 兄弟
- 宇文雅，隋朝左亲卫府中郎将、右卫将军、汝南郡公

### 子女
- 宇文协，隋朝右翊卫将军
- 宇文皛，隋朝千牛左右